# Saint-Martin-Belle-Roche
Saint-Martin-Belle-Roche ist eine französische Gemeinde mit 1.388 Einwohnern (Stand: 1. Januar 2022) im Département Saône-et-Loire in der Region Bourgogne-Franche-Comté. Sie gehört zum Arrondissement Mâcon und zum Kanton Hurigny (bis 2015: Kanton Mâcon-Nord).

## Geographie
Saint-Martin-Belle-Roche liegt etwa drei Kilometer nordnordöstlich vom Stadtzentrum von Mâcon an der Saône in der Mâconnais im Weinbaugebiet Bourgogne. Umgeben wird Saint-Martin-Belle-Roche von den Nachbargemeinden Senozan im Norden, Asnières-sur-Saône im Osten und Nordosten, Vésines im Südosten, Mâcon im Süden und Südwesten sowie Charbonnières im Nordwesten.
Durch die Gemeinde führt die Autoroute A6.

## Bevölkerungsentwicklung
| Jahr                      | 1962 | 1968 | 1975 | 1982 | 1990 | 1999 | 2006 | 2013 |
| ------------------------- | ---- | ---- | ---- | ---- | ---- | ---- | ---- | ---- |
| Einwohner                 | 696  | 816  | 993  | 1278 | 1150 | 1151 | 1209 | 1336 |
| Quelle: Cassini und INSEE |      |      |      |      |      |      |      |      |

## Sehenswürdigkeiten
- Kirche Saint-Martin aus dem 12. Jahrhundert, Monument historique seit 1942

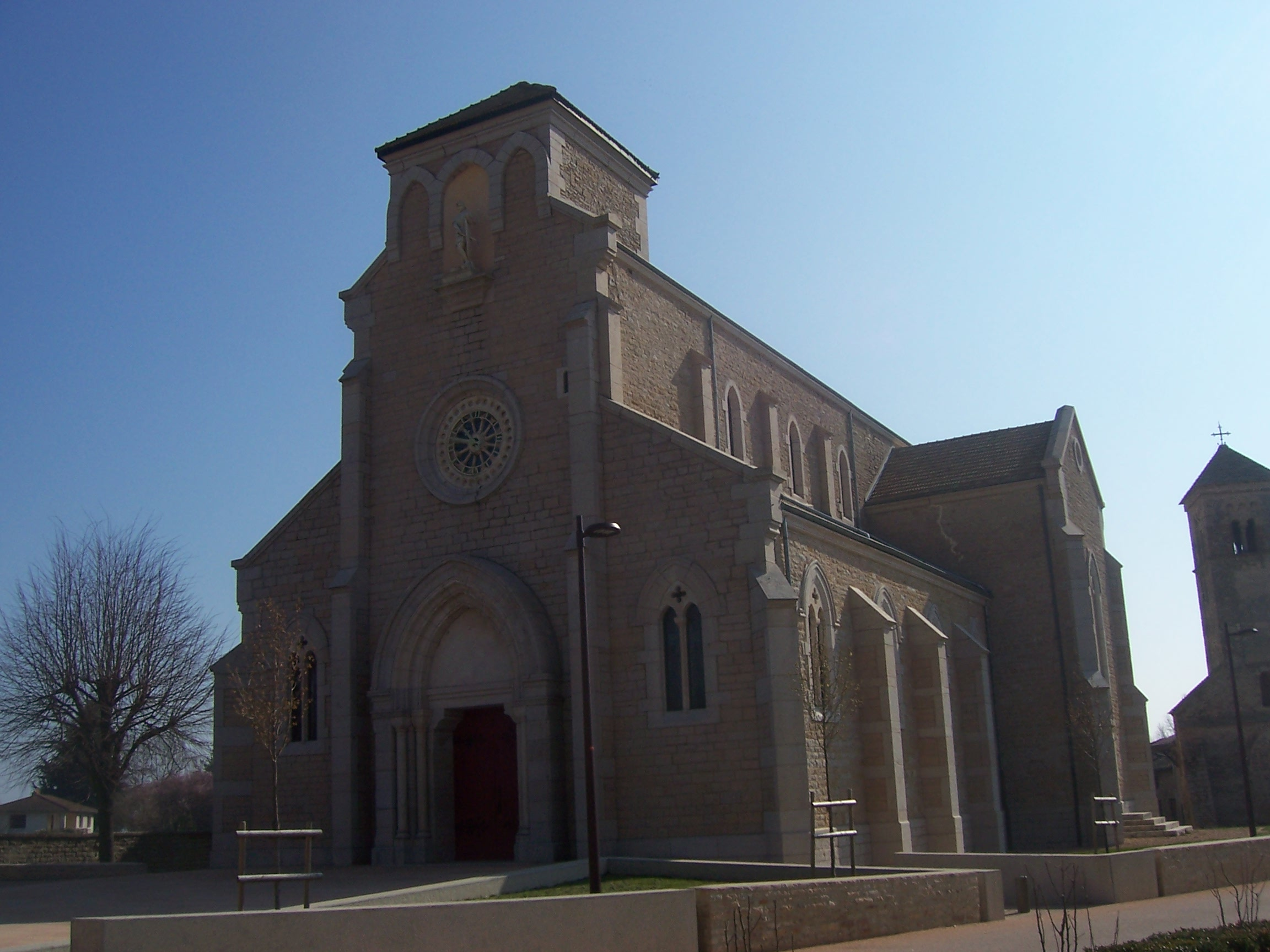
Kirche Saint-Martin

- Schloss Saint-Martin-Belle-Roche

## Gemeindepartnerschaft
Mit der deutschen Gemeinde Hatzenbühl in Rheinland-Pfalz besteht seit 1988 eine Partnerschaft.